# Olney, Texas
Olney là một thành phố thuộc quận Young, tiểu bang Texas, Hoa Kỳ. Năm 2010, dân số của xã này là 3285 người.

## Dân số
- Dân số năm 2000: 3396 người.
- Dân số năm 2010: 3285 người.